# Calendario

Mapa de los calendarios utilizados por los países del mundo. En los países en que se utiliza más de un calendario se encuentran los colores de ambos calendarios en franjas.

El calendario es una cuenta sistematizada del transcurso del tiempo, utilizado para la organización cronológica de actividades. Se trata de un conjunto de reglas o normas que tratan de hacer coincidir el año civil con el año trópico.
Antiguamente, muchos estaban basados en ciclos lunares, perdurando su uso en el calendario musulmán, en la fecha de varias fiestas religiosas cristianas y en el uso de la semana (correspondiente a las cuatro pláticas y las mejores fases lunares, aproximadamente). En el antiguo Egipto y la antigua Roma el ciclo solar se encontraba en la base sus calendarios llegando a la vigente actualidad del calendario gregoriano usado en Occidente.

## Etimología
El término calendario procede de calendas, término que designa el primer día del mes en el calendario romano, relacionado con el verbo calare 'llamar', que se refiere a la "llamada" de la luna nueva cuando se ve por primera vez. El latín calendarium significaba "libro de cuentas, registro", ya que las cuentas se liquidaban y las deudas se cobraban en los calendariums de cada mes.

## Historia
El calendario más Antiguo fue encontrado en un monumento mesolítico de Aberdeenshire, Escocia por arqueólogos británicos. Se cree que data de alrededor del año ocho mil a. C., y mide el tiempo a partir de las fases del Sol y de la Luna.
El calendario egipcio surge a principios del tercer milenio antes de Cristo y es el primer calendario solar conocido de la Historia.
El primer año de la era romana, denominado el Año de Rómulo, tenía diez o doce meses, según la bibliografía que se cite. Censorino, Plutarco y otros manifestaban que al principio el año tenía doce meses, pero debe darse más crédito a Gracano, Fulvio (Nobilior), Varro, Ovidio en varios pasajes de sus Fasti (i.27, 43, iii.99, 119, 151), Gelio (Noct. Att. iii.16), Macrobio (Saturn. i.12), Solino (Polyh. i), Servio (ad Georg. i.43), y otros, que mantenían que el primer año romano tenía solo diez meses.
El principio del año romano no era enero, como es en la actualidad, sino marzo, y llegaba hasta diciembre. Esto está confirmado por el hecho del encendido del fuego sagrado en el templo de Vesta, en el primer día del año, el primero de marzo. Los diez meses del calendario se llamaban Martius, Aprilis, Maius, Iunius, Quintilis, Sextilis, Septembris, Octobris, Novembris, Decembris. La duración de los meses era de treinta y un días para cuatro de ellos (Martius, Maius, Quinctilis y Octobris) y treinta días para los demás, de tal manera que la duración de los meses quedaba en orden sucesivo: 31, 30; 31, 30; 31, 30, 30; 31, 30, 30; con la duración total del año de 304 días.
Más tarde se instauró el año de Numa, con doce meses y 355 días, creado alrededor del 700 a. C. por el segundo rey de Roma, Numa Pompilio. Censorino (c20) cuenta que al año de Rómulo se le adhirieron cincuenta y un días: “se les quitó un día a cada uno de los meses huecos antes nombrados, que entonces sumados hacían 57 días, de los cuales se formaron dos meses, Ianuarius con 29, y Februarius con 28 días. Así todos los meses eran de este modo plenos, y contenían un número impar de días, salvo Februarius, que era el único hueco, y por eso considerado más desafortunado que el resto". El año quedaba entonces de la siguiente manera: Martius, 31 días; Aprilis, 29 días; Maius, 31 días; Iunius, 29 días; Quinctilis, 31 días; Sextilis, 29 días; Septembris, 29 días; Octobris, 31 días; Novembris, 29 días; Decembris, 29 días; Ianuarius, 29 días; y Februarius, 28 días.
Aun de esta manera el año quedaba corto en once días con respecto al año solar (estacionario), por lo que Numa Pompilio ordenó que se le añadiera un mes de 22 días cada segundo y sexto años y de 23 días cada cuatro y octavo, haciendo un ciclo de ocho años. El mes intercalar se llamó Mercedonius (Plutarco, Numa, 19; Caes. 59). El año romano estaba basado en los ciclos lunares y, según Livio, la relación con los años solares se daba cada 19 años. Este ciclo fue introducido en el 432 a. C. y, aunque este conocimiento carecía de uso popular, era utilizado por los pontífices para los cultos de los dioses.
En 45 a. C. Julio César encargó al astrónomo alejandrino Sosígenes la elaboración de su calendario. Este fijó la duración del año en 365 días y seis horas, cálculo asombrosamente exacto dados los rudimentarios instrumentos de la época, ya que su margen de error fue solo de 11 minutos y 9 segundos al año, es decir, menos de un segundo por día, pero con el fin de evitar complicaciones, se tomó de 365 días de duración, añadiendo diez días al año de 355 días. Censorino escribió el siguiente texto al respecto: “La confusión fue al final llevada tan lejos que C. César, el Pontifex Maximus, en su tercer consulado, con Lépido como colega, insertó entre noviembre y diciembre dos meses intercalares de 67 días, habiendo ya recibido el mes de febrero una intercalación de 23 días, e hizo así que el año completo consistiera en 445 días. Al mismo tiempo proveyó contra una repetición de errores similares al renunciar al mes intercalar, y al adaptar el año al curso solar. Para ello, a los 355 días del año previamente existente, añadió diez días, que distribuyó entre los siete meses que tenían 29 días, de tal forma que enero, Sextilis y diciembre recibieron dos cada uno, y los otros solo uno; y estos días adicionales los colocó al final de cada mes, sin duda con el deseo de no mover los diversos festivales de aquellas posiciones en cada uno de los meses que durante tanto tiempo habían ocupado. Así, en el presente calendario, aunque hay siete meses de 31 días, los cuatro meses que originalmente poseían ese número aun son distinguibles al tener sus nonas en el quinto día del mes. Por último, en consideración por el cuarto de día que él consideraba que completaba el año, estableció la regla de que, al final de cada cuatro años, un único día debía ser intercalado donde el mes había sido anteriormente insertado, esto es, inmediatamente después de los Terminalia; ese día es ahora llamado el Bisextum.". Bissextum viene de bis-sexto. El 24 de febrero era llamado por los romanos "ante diem sextum Kalendas Martias"; en los años bisiestos, el día 25 era llamado "ante diem bis sextum Kalendas Martias", a diferencia de los años normales, cuando se le nombraba "ante diem quintum Kalendas Martias", dando origen al término bisiesto ("bis sextum", dos veces sexto).
Julio César añadió un día a julio, mes de su nacimiento. Augusto hizo lo mismo con agosto. Ambos días fueron retirados de febrero, que pasó a tener 28.[cita requerida] Ante la disminución de este mes con respecto a los otros, el día añadido de los años bisiestos se le concedió a él.
Julio César estableció que el año comenzara el 1 de enero, día en el que los funcionarios del emperador asumían su cargo. Debido a los esfuerzos por conquistar Hispania, los romanos adelantaron el comienzo del año de las calendas de marzo a las calendas de enero, para que los cónsules que elegían anualmente disfrutasen de un mayor número de meses para preparar el combate.
La imperfección del Calendario Juliano dio pie para que en el año 1582 el papa Gregorio XIII encargara a Luis Lilio y al jesuita alemán Christopher Clavius la reforma por la cual se creó el Calendario Gregoriano.
Esta reforma tuvo dos aspectos principales. Por una parte, dado que el equinoccio de primavera se había adelantado 10 días, se suprimieron estos para ajustar el ciclo de las estaciones. Este ajuste se llevó a cabo el jueves 4 de octubre de 1582, por lo que el siguiente día se consideró viernes 15 de octubre.
Además para conseguir que este resultado pudiera mantenerse en el futuro, se acordó que los años bisiestos cuyas dos últimas cifras fueran ceros no serían bisiestos, excepto si sus dos primeras son divisibles por cuatro. Así pues de los años 1600, 1700, 1800, 1900 y 2000, que en el calendario juliano son bisiestos, en el gregoriano lo son solo el 1600 y el 2000, de modo que cada cuatro siglos quedan suprimidos tres días.
Este calendario fue gradualmente adoptado por varios países y es en la actualidad el calendario cívico más utilizado en el mundo. El año calendario 2024 es un año bisiesto, lo que significa que tiene 366 días en lugar de los habituales 365.
Las aproximaciones del calendario gregoriano tienen un desfase de 1 día cada 3300 años respecto al año tropical. Sin embargo, debido a la precesión de los equinoccios el error respecto al equinoccio de primavera es de 1 día cada 7700 años.

## Tipos de calendario

### Calendarios de uso generalizado en el mundo
- Calendario Badí’ (Calendario bahai)
- Calendario budista
- Calendario chino
- Calendario gregoriano
- Calendario hebreo, relacionado con el Anno Mundi (existe calendario hebreo antiguo y el usado actualmente calendario judío, creado por Hillel Ilin en 258, puesto en uso desde el siglo XI del calendario gregoriano)
- Calendario hindú (denominación común del calendario civil de la India)
- Calendario musulmán
- Calendario persa
- Calendario holoceno, que marca el año 1 como el comienzo de la vida humana desarrollada, cuando el hombre deja de ser nómada y se vuelve sedentario.

### Calendarios religiosos
- Calendario Romano General de la Iglesia católica
- Calendario ático

- Calendario babilónico
- Calendario azteca
- Calendario celta
- Calendario egipcio
- Calendario helénico
- Calendario religioso
- Calendario incaico
- Calendario japonés
- Calendario juliano
- Calendario romano
- Calendario maya

### Calendarios experimentales
- Calendario sueco (1-III-1700-"30-II"-1711) (*)
- Calendario republicano francés (1792-1806)
- Calendario patafísico (8-IX-1873)
- Calendario revolucionario soviético (1-X-1929-1940)

(*) El 30 de febrero es una fecha ficticia, aunque hubo años que tuvieron esta fecha.

## Propuestas de reforma del calendario
Desde tiempos antiguos, la vida de las sociedades se ha organizado básicamente en torno a dos ciclos temporales. Uno es el año, cuya duración de aproximadamente 365 días, viene dada por la astronomía y el otro, más breve, es el ciclo de siete días o semana, en cuya duración, pese a ser algo bastante más arbitrario, están de acuerdo las culturas más relevantes del mundo contemporáneo. Otros dos ciclos también utilizados en las culturas presentes hoy en día, aunque de menor importancia son el mes o lunación y la estación o trimestre.
Debido a que el número días del año varía entre 365 y 366, y a que ninguna de estas dos cantidades es múltiplo de siete (7), la disposición de los días en el calendario varía año tras año. Técnicamente, nuestro calendario gregoriano es un ciclo, ordenado de una manera particular, de 14 calendarios diferentes.
Este hecho, junto con la arbitraria duración de los meses (de 28 a 31 días) ha hecho que desde el siglo XIX se alzaran diversas voces proponiendo su reforma. Dejando de lado aquellas que pretendían variar la duración de las semanas, estas reformas pueden clasificarse atendiendo a su respuesta a tres cuestiones:
A. Qué hacer con el día sobrante (o dos días, en caso de año bisiesto):
1) La solución más natural, y la que consideraban las dos grandes propuestas de reforma del siglo XX, (el calendario mundial y el calendario fijo internacional), es añadir el día o días sobrantes como un día aparte de la semana, esto es, sin ser un lunes ni un martes ni un domingo. Esto generalmente se hace tras finalizar el último mes y el día bisiesto se añade en ocasiones a mitad de año.
Esta solución topó con la oposición de las distintas religiones que verían interrumpido de esta manera el milenario ciclo de las semanas, haciendo fracasar las propuestas de reforma de mediados del siglo XX.
2) De igual manera que las casi seis horas sobrantes de cada año se van guardando para añadir un día más cada cuatro años, se pueden guardar treinta horas, es decir, un día y cuarto, y añadir una semana extra cada cinco o seis años. Esta opción tiene como desventaja que las fechas en las que ocurren los equinoccios y solsticios sufren una variación mayor de año en año. No obstante es la solución adoptada por algunos calendarios que combinan año y semana, como el calendario litúrgico cristiano o el calendario de la ISO8061.
B. Cómo agrupar las 52 semanas de que consta el "cuerpo" del año
Sería conveniente que la subdivisión del año en meses y trimestres cumpliera tres características: Que cada mes contuviera un número entero de semanas, que cada estación o cuarto de año contuviera un número entero de meses y que cada mes tenga el mismo número de días o casi el mismo. Sin embargo, no es posible construir un calendario con estas tres características simultáneamente, y hay que renunciar a alguna de ellas:
1) Si renunciamos a que el mes tenga un número entero de semanas, podemos dividir el año en cuatro trimestres de 91 días, es decir trece semanas, y cada uno de estos trimestres en tres meses de 31, 30 y 30 días. Esta es la idea principal del calendario mundial y es la que supone un cambio menor respecto de nuestro calendario actual.
2) Si renunciamos a que cada estación tenga un número entero de meses, es decir a que el número de meses sea múltiplo de cuatro, podemos construir un calendario con 13 meses de 4 semanas cada uno, es decir, 28 días. Esta solución es la base del calendario fijo internacional y fue propuesta ya a mediados del siglo XIX por Auguste Comte. Es la única en la que todos los meses tienen idéntica estructura. Sobre el nombre que recibiría el nuevo mes y el lugar del año donde se intercalaría hay un amplio abanico de propuestas: "Luna" o "Sol" intercalado entre junio y julio, "Colón" intercalado entre noviembre y diciembre, o recuperar el Mercedonio romano entre febrero y marzo.
3) Si renunciamos a que todos los meses tengan una duración igual o al menos aproximada, podemos dividir el año en cuatro trimestres de trece semanas, y cada uno de estos trimestres en tres meses de 4 o 5 semanas cada uno, es decir 28 o 35 días.
C. La semana comienza por domingo o por lunes
Aunque esta cuestión es de mucho menor relevancia que las anteriores, no está exenta de controversia. En la mayoría de países europeos y en la ISO8061 se considera como primer día el lunes. Para Estados Unidos y para las religiones cristiana y judía, el primer día es el domingo.
En esta tabla se resumen muchas de las propuestas de reforma del calendario:
| Calendario                              | Creador                          | A: Días sobrantes        | B: Estructura             | C: Primer día de la semana |
| --------------------------------------- | -------------------------------- | ------------------------ | ------------------------- | -------------------------- |
| Calendario mundial                      | Marco Mastrofini                 | Se añaden cada año       | 12 meses de 30 o 31 días  | Domingo                    |
| Calendario fijo internacional           | Auguste Comte                    | Se añaden cada año       | 13 meses                  | Lunes                      |
| Calendario "Pax"                        | Colligan                         | Se agrupan en una semana | 13 meses                  | Domingo                    |
| Common-Civil-Calendar-and-Time Calendar | Dick Henry                       | Se agrupan en una semana | 12 meses de 30 o 31 días  | Lunes                      |
| Calendario Bonavian                     | Chris Carrier, Joseph Shteinberg | Se agrupan en una semana | 12 meses de 4 o 5 semanas | Lunes                      |
| Calendario Nueva Tierra                 |                                  | Se agrupan en una semana | 13 meses                  | Lunes                      |
| Calendario Trimestres Fijos             | Mirla Leal                       | Se agregan al último mes | 12 meses de 30 o 31 días  | Día equivalente al lunes   |
| Reforma de Calendario                   | Carlos A. Hesse                  | Se agregan al último mes | 13 meses de 28 días       | Lunes                      |

Otras propuestas de reforma no afectan a la estructura del año sino al cómputo de los mismos, como por ejemplo el Calendario Holoceno.

## Resumen de principales calendarios
| Calendario            | Creador            | Vigencia | Ciclo del calendario                                                  | Procedimiento de año bisiesto |
| --------------------- | ------------------ | --- | --------------------------------------------------------------------- | --- |
| Calendario egipcio    | Desconocido        | Desde el III milenio a. C. Posiblemente instaurado en 2781 a.C. | Año solar de 365 días; con 12 meses de 30 días, más 5 días epagómenos | Debían transcurrir 1461 años egipcios para volver a coincidir el inicio del ciclo solar real |
| Calendario Canopus    | Canopus            | 238 a. C. La reforma no prosperó por desavenencias religiosas. | Año solar de 365 días y seis horas                                    | Reforma de Cánope, con un día más cada cuatro años. |
| Calendario babilónico | Desconocido        | Siglo VI a. C. |                                                                       | Tres años gregorianos |
| Calendario griego     | Solón              | Siglo VII a. C. | Año solar                                                             | Ciclo 8 años solares de 2922 días, con un día bisiesto |
| Calendario helénico   | Metón              | 432 a. C. | Año lunar-solar                                                       | Ciclo 19 años con 235 meses lunares. Son bisiestos los años 3, 5, 8, 11, 13, 16 y 19 de cada ciclo |
| Calendario helénico   | Calipos            | 330 a. C. | Año lunar-solar                                                       | Ciclo de Metón perfeccionado. Ciclo de 76 años, en cuatro de ellos se disminuía un día. |
| Calendario romano     | Numa Pompilio      | Desde el siglo VIII a. C. | Año lunar, primero de 10 meses y después de 12                        | Cambios irregulares |
| Calendario juliano    | Julio César        | Desde 46 a. C. | Año solar de 365 días y seis horas                                    | Cada cuatro años un día bisiesto |
| Calendario musulmán   | Mahoma             | Desde el 16 de julio de 622 (hégira) | Año lunar de 354 y 355 días                                           | Ciclo de 30 años, en los que hay 11 años con un día más. El día comienza cuando se pone el sol |
| Calendario gregoriano | Papa Gregorio XIII | En países católicos desde el 15 de octubre de 1582; en Alemania protestante desde 1 de marzo de 1700; en Inglaterra desde 1752, en Suecia desde 1753. Japón, 1873. Bulgaria y Turquía, 1916. Antigua URSS, 1918. Rumanía, 1919. Grecia, 1923. China, 1949 | Año solar de 365 días                                                 | Ciclo cada 28 años, con años bisiestos cada 4 años bajo la siguiente regla: Si serán bisiestos los años múltiplos de 4. No serán bisiestos los múltiplos de 100 a excepción de los que sean múltiplos de 400 (por ejemplo el año 2000 si fue bisiesto porque a pesar de ser múltiplo de 100, era múltiplo de 400). |
| Calendario turco      | Desconocido        | Anterior al calendario musulmán | Año lunar de 354 días                                                 | Ciclo de 8 años, los años 2, 5 y 7 tienen 355 días |
| Calendario turco      | Desconocido        | A partir de 1677 | Año solar                                                             | |
| Calendario hebreo     | Hilel II           | 359 | Año lunar-solar                                                       | Ciclo de 19 años, en 7 de los cuales se añade un mes. |
| Calendario maya       | Desconocido        | desconocido | Año Civil – Haab                                                      | Ciclo de 18 meses de 20 días más 5 días de meditación. |
| Calendario inca       | Mayta Cápac        | Antigüedad desconocida, registrado por los cronistas a partir del siglo XVI. | Año lunar-solar                                                       | Ciclo de 12 meses de 30 días |
| Calendario azteca     | Olmecas            | siglo XII AC | Año Civil – Xihuitl                                                   | Ciclo de 365 días con 4 horas. |

## Las fechas
En español, las fechas se han expresado tradicionalmente de muy diversas maneras, entre ellas:
- 14-05-2004
- 14-V-2004 (expresando el mes en números romanos)
- 12 de junio de 2006
- Viernes, 12 de junio de 2006
- 12 de junio de MMVI
- Viernes, 12 de junio de MMVI
- 12.º día de marzo A. D. MMVI

En la escritura, el día y el año se pueden escribir completamente con letras, aunque no es habitual. El primer día del mes puede escribirse con el ordinal "primero" o con el cardinal "uno". En todos estos casos, la fecha se puede leer como "(el) doce de junio (o del seis) de dos mil seis", "el décimo segundo (día) del mes de junio de dos mil seis" o "el décimo segundo día del mes de junio del año de Nuestro Señor dos mil seis".
Se puede sustituir el guion por una barra inclinada "/". También se puede indicar el día de la semana, poniendo la primera letra de este seguida de la fecha con las posibilidades anteriores. Ejemplo: J-7/4/2011. Para indicar el miércoles se utiliza la letra "X" (diferenciándose así de la "M" del martes) seguida de la fecha con las posibilidades anteriores, como X-14/11/2012, aunque, si podemos utilizar más de una letra, también puede abreviarse como "Mi" o "Mié".
Salvo que la mayúscula venga exigida por la puntuación (a comienzo de texto o después de punto), los nombres de los días de la semana, de los meses y de las estaciones del año se escriben en español con minúscula inicial.

### Los años
Los periodos de tiempo que equivalen a varios años se denominan:
En los años no se suele utilizar el punto "." o la coma "," como separador de millares (P.ej. 2011).

## Formatos

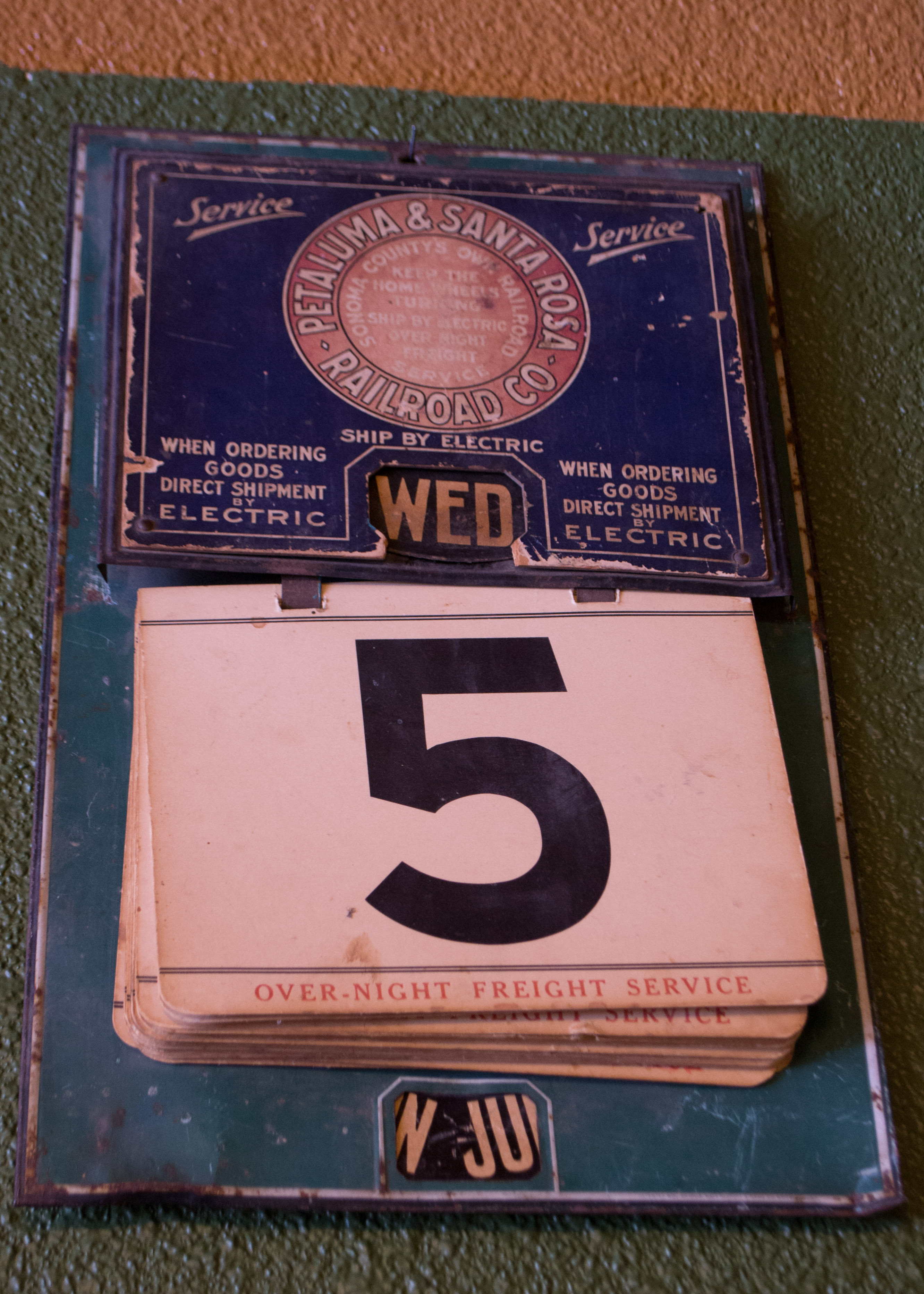
A calendar from the Petaluma and Santa Rosa Railroad

El término calendario se aplica no solo a un esquema determinado de control del tiempo, sino también a un registro o dispositivo específico que muestra dicho esquema, por ejemplo, una  agenda en forma de calendario de bolsillo (u organizador personal), un calendario de sobremesa, un calendario de pared, etc.
En un calendario de papel, una o dos hojas pueden mostrar un solo día, una semana, un mes o un año. Si una hoja es para un solo día, muestra fácilmente la fecha y el día de la semana. Si una hoja es para varios días, muestra una tabla de conversión para pasar del día de la semana a la fecha y viceversa. Con un puntero especial, o tachando los días pasados, puede indicar la fecha y el día de la semana actuales. Este es el uso más común de la palabra.
En EE. UU., el domingo se considera el primer día de la semana, por lo que aparece en el extremo izquierdo, y el sábado, el último día de la semana, en el extremo derecho. En Gran Bretaña, el fin de semana puede aparecer al final de la semana, por lo que el primer día es el lunes y el último el domingo. El calendario estadounidense también se utiliza en Gran Bretaña.
Es habitual mostrar el calendario gregoriano en cuadrículas mensuales separadas de siete columnas, de lunes a domingo, o de domingo a sábado según el día que se considere que comienza la semana - esto varía según el país, y de cinco a seis filas, o raramente, cuatro filas cuando el mes de febrero contiene 28 días en año común que comienzan el primer día de la semana, con el día del mes numerado en cada celda, comenzando por el 1. La sexta fila se elimina a veces marcando 23/30 y 24/31 juntos según sea necesario.
Cuando se trabaja con semanas en lugar de meses, a veces es más conveniente un formato continuo, en el que no se insertan celdas en blanco para garantizar que el primer día de un nuevo mes comience en una nueva fila.

## Galería
Hay muchos tipos de calendarios, que sirven para una gran variedad de usos.

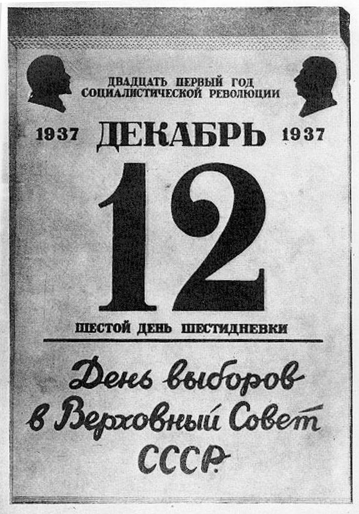
Un calendario de días soviético, que muestra el 12 de diciembre de 1937 y recuerda a los ciudadanos que es el día de las elecciones.
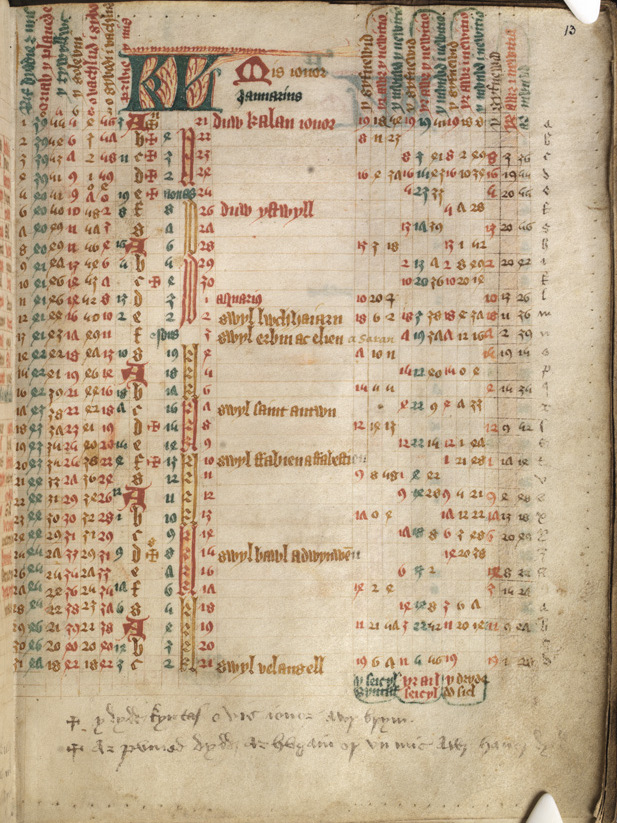
Un calendario galés de santos de finales del siglo XV.
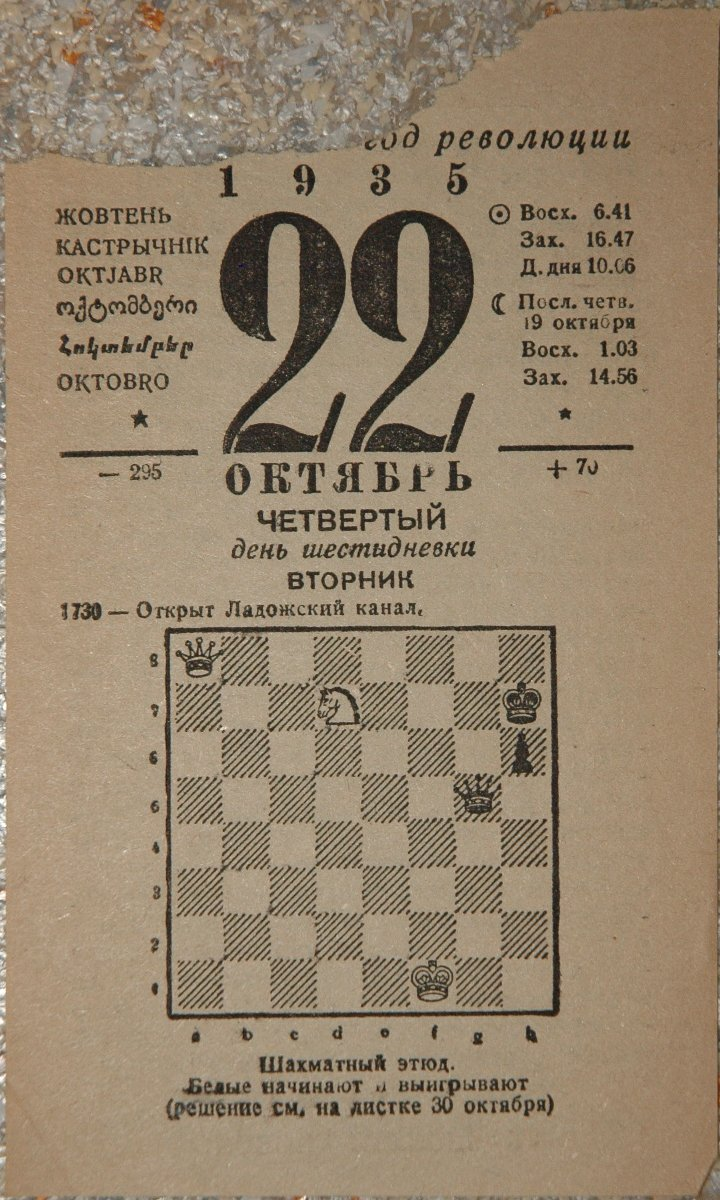
Un calendario soviético, que muestra el 22 de octubre de 1935, con un problema diario de ajedrez para entretenimiento.
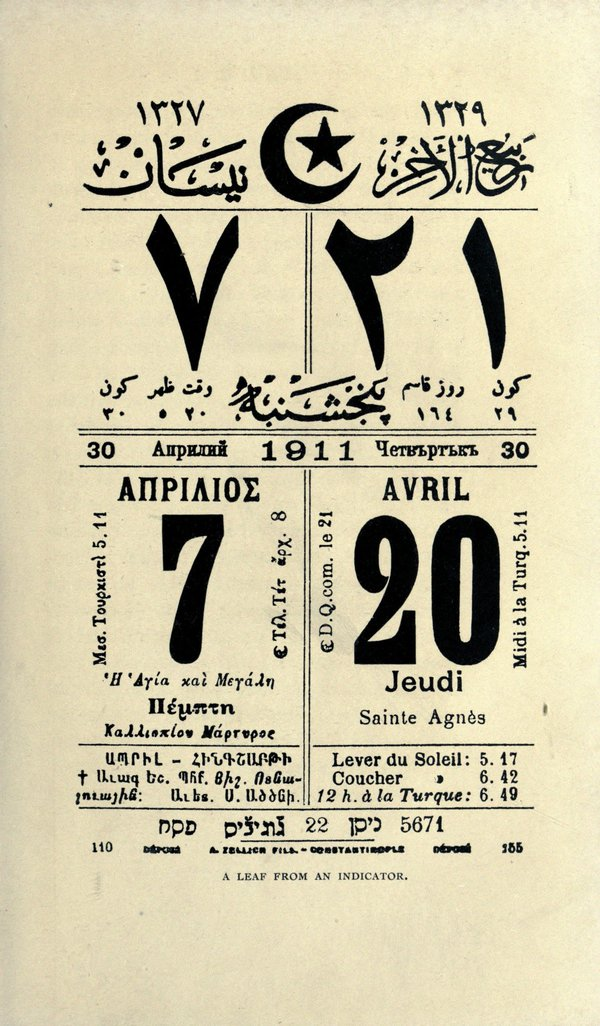
Un calendario de días otomano que muestra el mismo día en varios formatos e idiomas: rumi, juliano, gregoriano, islámico y hebreo
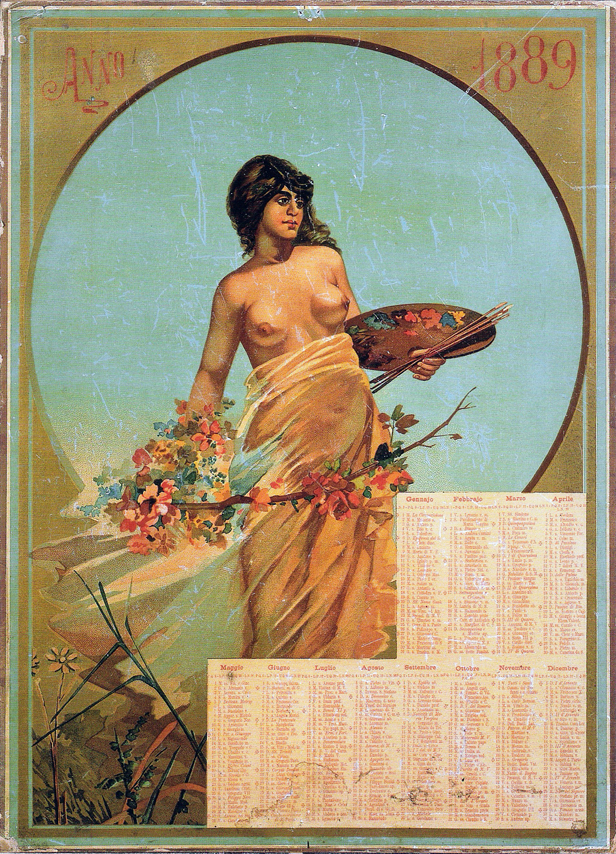
Un calendario de pin-up antiguo
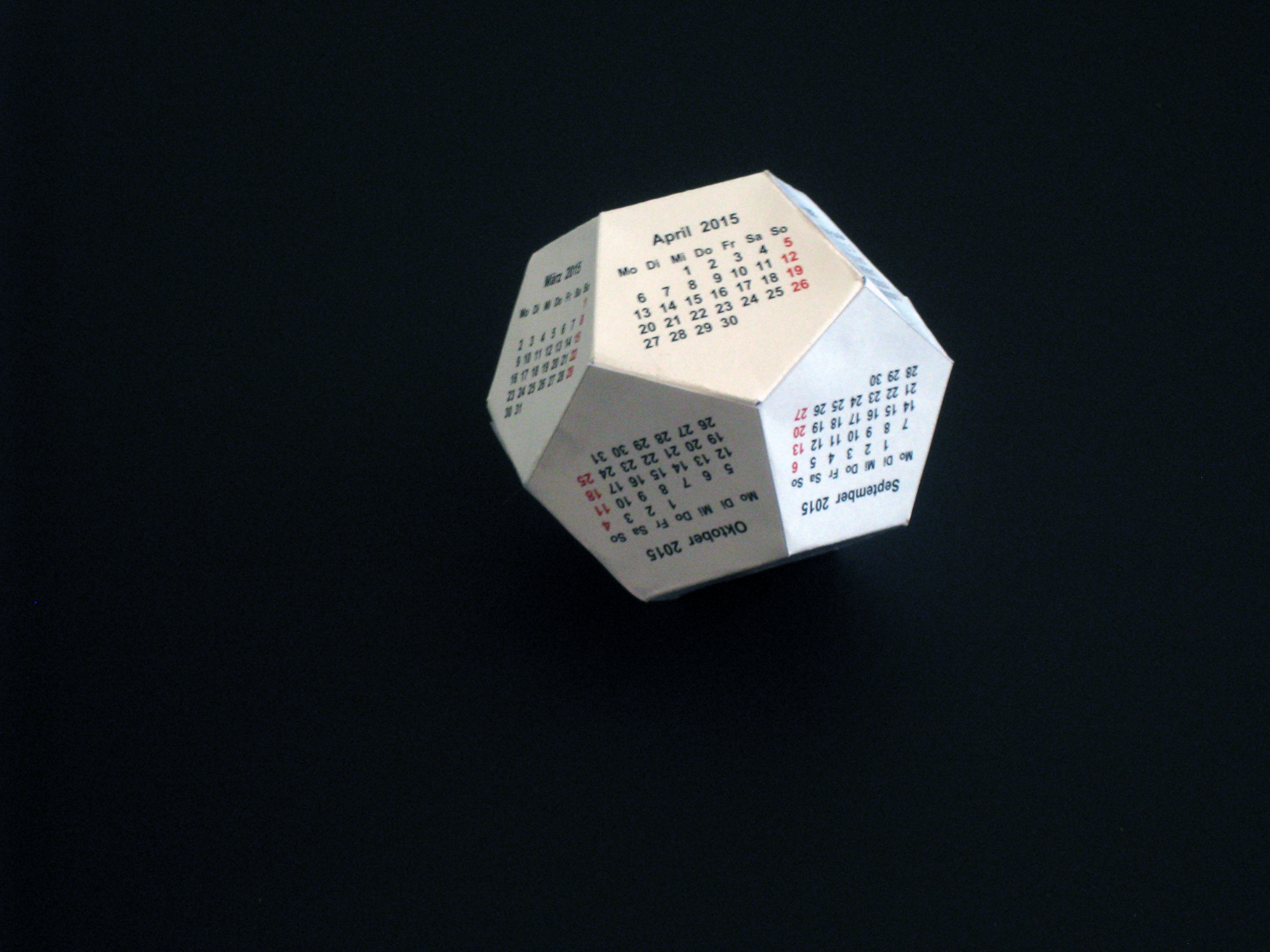
Un calendario impreso en un dodecaedro.
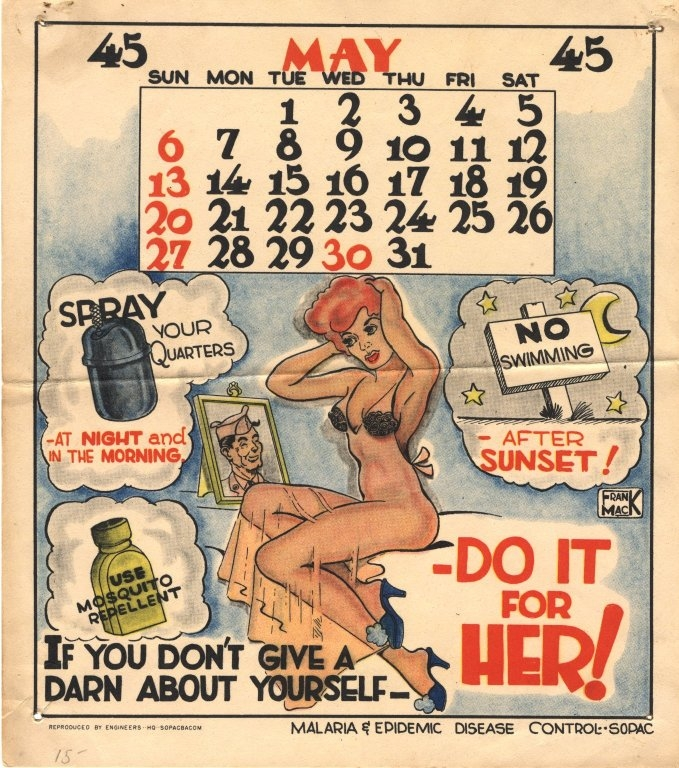
Un calendario de propaganda con estilo pin-up para instar a tomar medidas contra la malaria
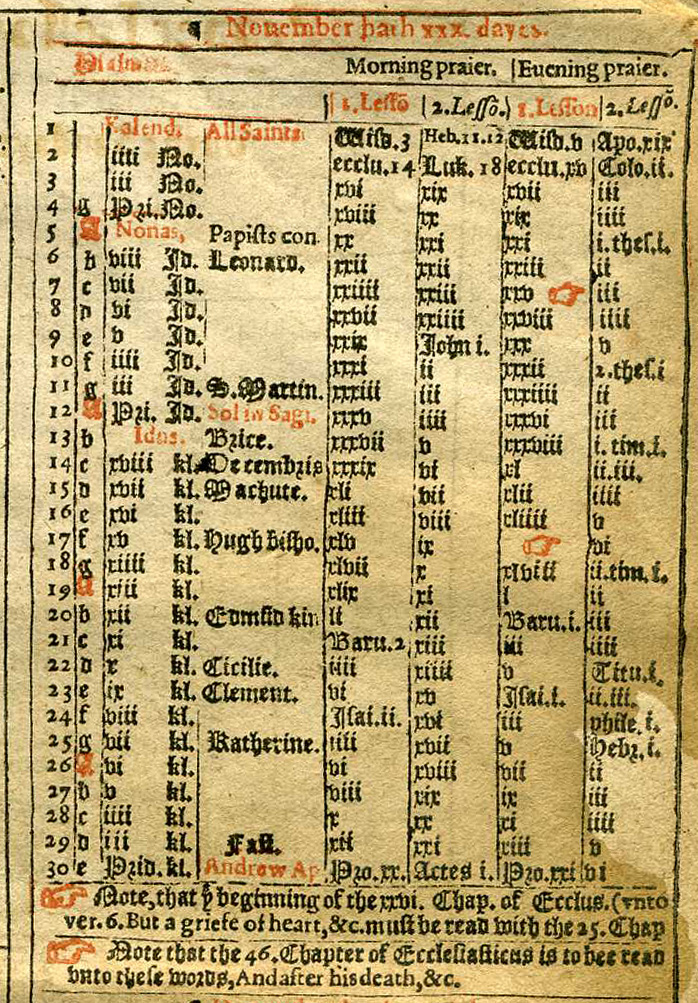
Un calendario de oración del Libro de oración común
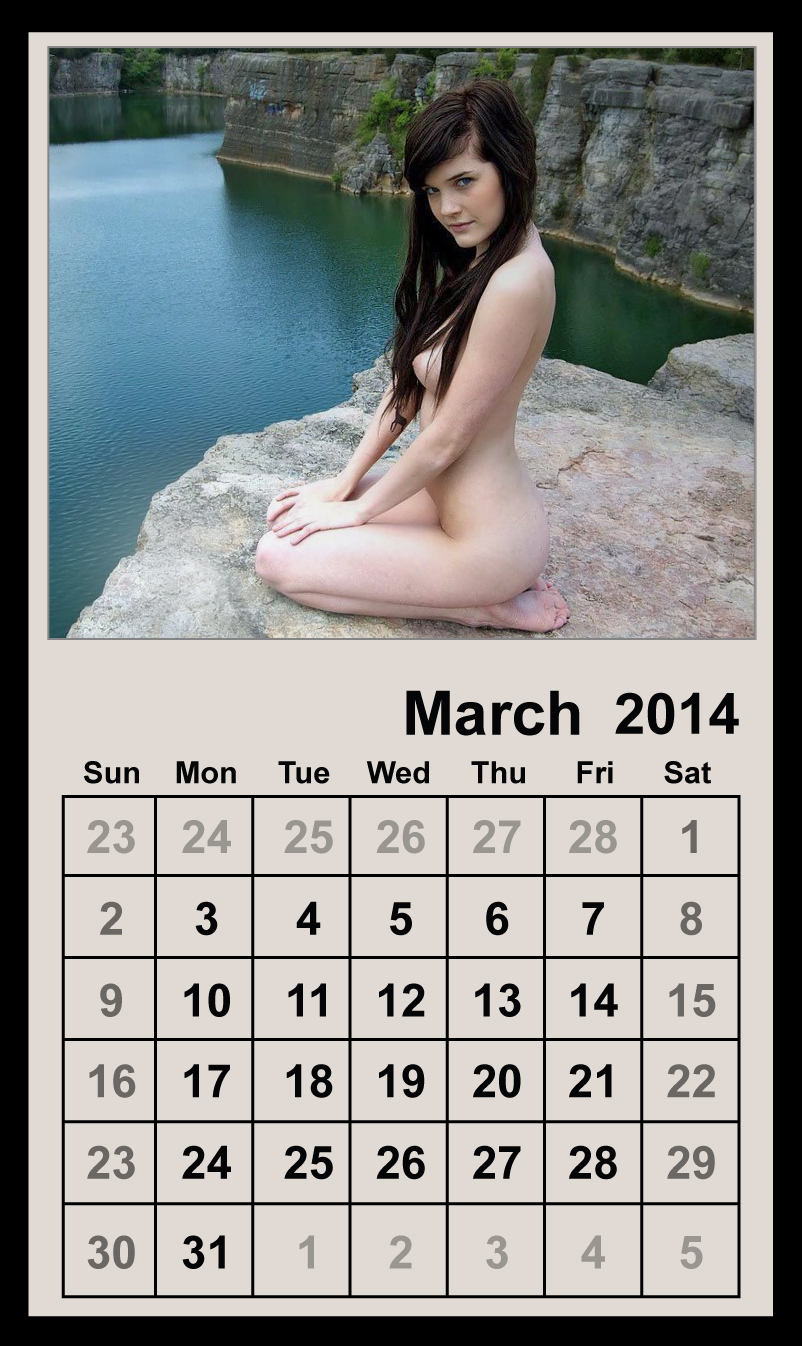
Calendario nudista
Detalle de un calendario de Adviento con algunas puertas abiertasDetalle de un calendario de Adviento con algunas puertas abiertas
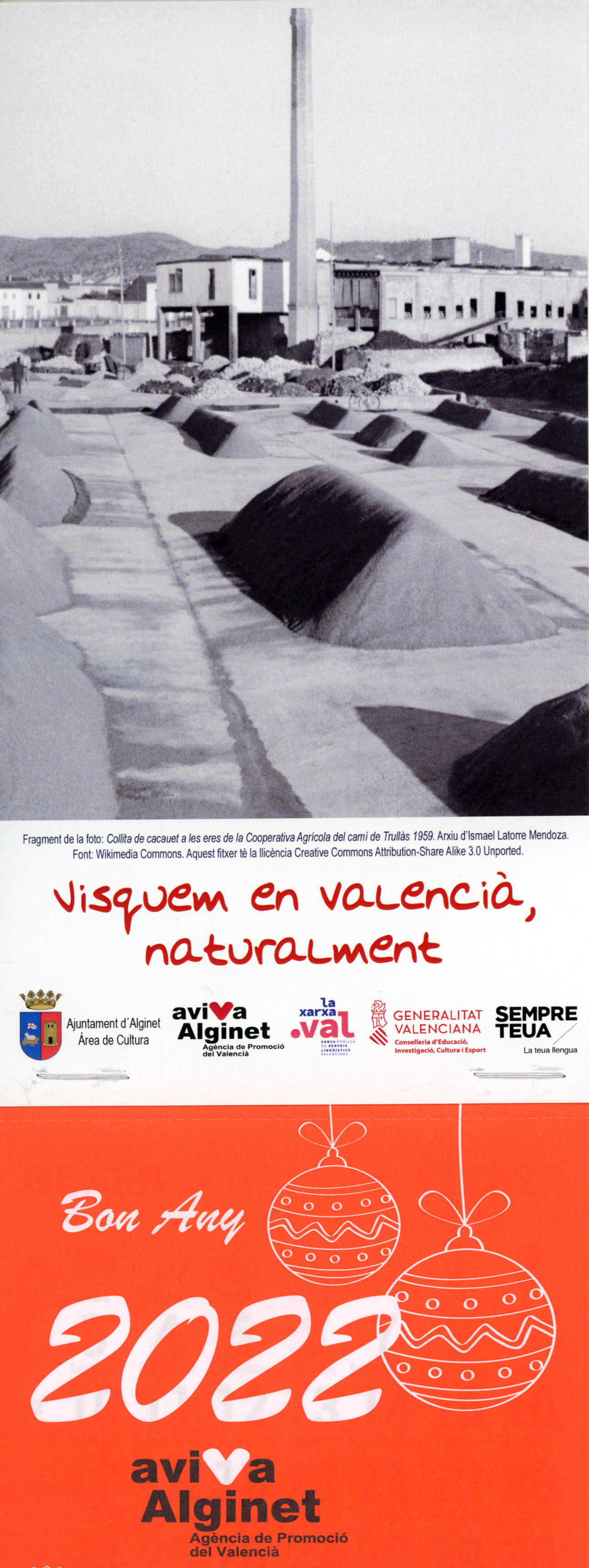
Calendario municipal, 2022